# Пьявко, Владислав Иванович

Мемориальная доска В. И. Пьявко в Коломне (автор Д. С. Лик)

Владисла́в Ива́нович Пьявко́ (4 февраля 1941, Красноярск, СССР — 6 октября 2020, Москва, Россия) — советский и российский оперный певец (лирико-драматический тенор), актёр, педагог, общественный деятель; народный артист СССР (1983), народный артист Киргизии (1993).

## Биография
Владислав Пьявко родился в Красноярске 4 февраля 1941 года в семье служащих. Мать, Пьявко Нина Кирилловна (1916—2010), коренная сибирячка, из кержаков (старообрядцев), служила в конторе треста «Енисей-золото». Вместе с матерью жили в посёлке Таёжный Красноярского края, затем, с 1952 года, в Норильске. В 1955 году начал свою трудовую деятельность водителем автотранспорта на Норильском горно-металлургическом комбинате им. А. П. Завенягина. Также работал статистом в Норильском заполярном театре драмы им. Вл. Маяковского.
В 1957 году, находясь в Москве, пытался поступить в Высшее театральное училище имени М. С. Щепкина и на актёрский факультет во ВГИК. Но, решив, что его не возьмут, прямо с экзаменов ушёл в военкомат и попросил, чтобы его направили в военное училище. Так он стал курсантом Коломенского артиллерийского училища, которое окончил в 1960 году.
В июне 1959 года во время курсантского отпуска случайно попал в Большой театр на спектакль «Кармен» с участием И. Архиповой и М. дель Монако. С этого дня решил стать артистом. В 1960 году, уволившись из армии, снова поступал во все театральные вузы Москвы: Школу-студию МХАТ, Театральное училище им. Б. Щукина и Высшее театральное училище имени М. С. Щепкина, во ВГИК, но везде терпел неудачу.
С 1960 по 1965 год учился в Государственном институте театрального искусства им. А. В. Луначарского (ГИТИС) по классу пения у С. Я. Ребрикова.
После окончания училища в 1965 году выдержал огромный конкурс в стажёрскую группу Большого театра.
С 1966 по 1989 год — солист Большого театра СССР.
В 1966 году в Большом театре состоялась премьера оперы Дж. Пуччини «Мадам Баттерфляй» с Г. Вишневской в партии Баттерфляй и В. Пьявко в партии Пинкертона. Успех в этой партии привёл к тому, что в 1967 году певец был направлен на стажировку в театр Ла Скала (Милан), где занимался у Р. Пасторино и Э. Пьяцца. В ходе двухгодичной стажировки им были подготовлены такие партии, как Хозе, Радамес, Каварадосси и Туридду.
В 1969 году участвовал в Международном конкурсе вокалистов в Вервье (Бельгия), где завоевал третью премию.
Успех принёс и IV Международный конкурс им. П. И. Чайковского в 1970 году, в котором певец завоевал вторую премию, разделив её с З. Соткилавой.
Мировой сенсацией стало исполнение им в 1984 году заглавной партии в опере П. Масканьи «Гульельмо Ратклифф» в оперном театре Ливорно (Италия). За всю сценическую историю оперы певец стал лишь четвёртым её исполнителем, за что был удостоен золотой именной медали «Владислав Пьявко — Великий Гульельмо Ратклифф» и Диплома города Ливорно, а также серебряной медали П. Масканьи общества «Друзья оперы».
После ухода из Большого театра, с 1989 по 1996 год — солист Немецкой государственной оперы, где выступал, главным образом, в партиях итальянского репертуара.
Пел в парижской Опера Бастилии. На Международном Фестивале в Тимишоаре (Румыния) исполнил партию Поллиона в опере В. Беллини «Норма».
Гастролировал за рубежом: Чехословакия, Италия, Югославия, Бельгия, ФРГ, Болгария, Испания и др. Многочисленные выступления на зарубежных оперных сценах, где его партнёршами были Г. Димитрова, Р. Кабайванска, А. Томова-Синтова и И. Токоди, немало способствовали утверждению международного престижа отечественной вокальной школы.
В 2006 году к 40-летию творческой деятельности дебютировал в партии Отелло в опере Дж. Верди «Отелло».
С 2007 года — исполнитель роли Антуана Риши в рок-опере И. Демарина «Парфюмер» по роману П. Зюскинда
Концертный репертуар артиста включал более пятисот произведений камерного вокального жанра, в том числе романсы М. И. Глинки, С. В. Рахманинова, Н. А. Римского-Корсакова, а также партии в вокально-симфонических произведениях крупных форм — Первой симфонии А. Н. Скрябина, Девятой симфонии Л. Бетховена, Реквиеме Дж. Верди.
В 1980—1985 годы преподавал в Государственном институте театрального искусства им. А. В. Луначарского. С 2000 года — профессор кафедры сольного пения Московской государственной консерватории им. П. И. Чайковского.
В 1992 году возглавлял жюри 1-го Международного конкурса им. С. Я. Лемешева в Твери. Член жюри Международного конкурса вокалистов им. М. И. Глинки, Первого открытого конкурса вокальной музыки им. Г. В. Свиридова, член оргкомитета Международного конкурса камерных ансамблей им. С. И. Танеева.
С 1996 года — первый вице-президент Фонда Ирины Архиповой. С 1998 года — вице-президент Международного Союза музыкальных деятелей и постоянный член оргкомитета Международного оперного Фестиваля «Золотая корона» в городе Одессе. В 2000 году по его инициативе организовано издательство Фонда Ирины Архиповой, выпуском книги о С. Я. Лемешеве начата серия «Жемчужины мира музыки». С 2001 года — первый вице-президент Международного Союза музыкальных деятелей. Академик Международной академии творчества (с 1992). Почётный член Российской общественной академии голоса.
Автор книги «Тенор… (Из хроники прожитых жизней)» и большого количества стихотворений.
В 2018 году (декабрь) Владислав Иванович был председателем жюри Конкурса вокалистов имени Н. А. Обуховой (г. Липецк).
19 сентября 2019 года во Владимирском академическом театре драмы состоялась премьера пьесы «Исповедь тенора». Автором пьесы и исполнителем главной роли являлся Владислав Пьявко. Этот спектакль — в жанре фантасмагории. Режиссёр-постановщик — Александр Мягченков.
Скончался 6 октября 2020 года на 80-м году жизни в Москве. Похоронен 10 октября на Новодевичьем кладбище.

### Семья
- Дети от предыдущих браков: Василиса (род. 1970), актриса[источник не указан 574 дня].
- Жена — Ирина Константиновна Архипова[источник не указан 574 дня].

## Награды и звания

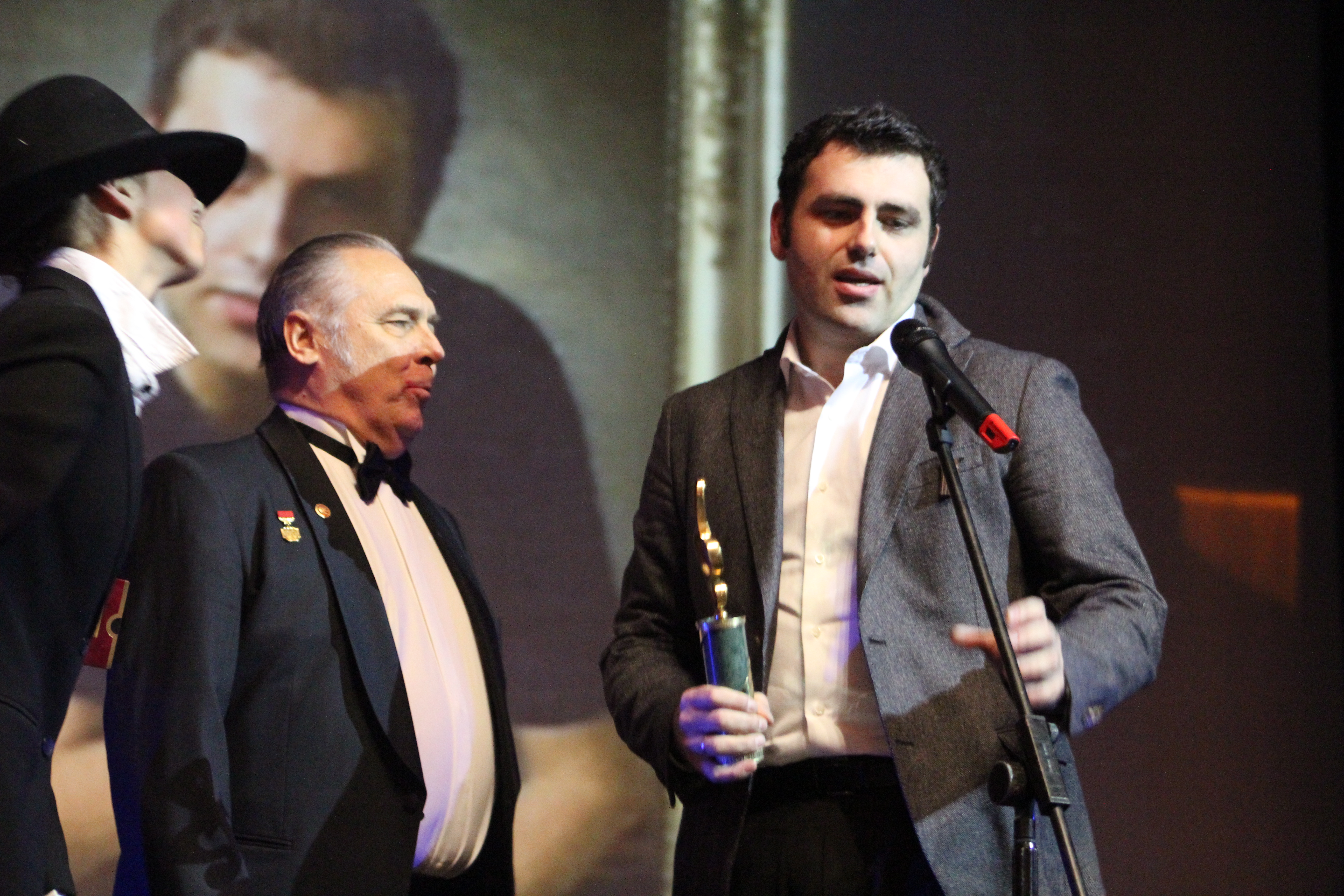
Владислав Пьявко и Евгений Загот на церемонии вручения премии «Музыкальное сердце театра», декабрь 2012 года

- 1-я премия и малая золотая медаль среди теноров на Международном конкурсе вокалистов в Вервье (Бельгия, 1969) (совм. с Н. Огреничем)[1]
- 3-я премия в розыгрыше Гран-при Международного конкурса вокалистов в Вервье (Бельгия, 1969)
- 2-я премия Международного конкурса им. П. И. Чайковского в Москве (1970)
- Заслуженный артист РСФСР (1975)
- Народный артист РСФСР (1978)
- Народный артист СССР (1983)
- Народный артист Кыргызской Республики (9 июня 1993) — за большой вклад в развитие и пропаганду музыкального искусства, подготовку и воспитание творческой молодёжи[4]
- Орден «За заслуги перед Отечеством» IV степени (22 ноября 1999) —за заслуги перед государством, большой вклад в укрепление дружбы и сотрудничества между народами, многолетнюю плодотворную деятельность в области культуры и искусства[5]
- Медаль «За доблестный труд. В ознаменование 100-летия со дня рождения Владимира Ильича Ленина»
- Медаль «В память 850-летия Москвы»
- Почётная грамота Президента Российской Федерации (5 апреля 2009) — за заслуги в развитии отечественного музыкального искусства и многолетнюю творческую деятельность[6]
- Почётная грамота Правительства Москвы (1 февраля 2001) — за заслуги в развитии отечественного музыкального искусства и в связи с 60-летием со дня рождения[7]
- Золотая именная медаль «Владислав Пьявко — Великий Гульельмо Ратклифф» и Диплом города Ливорно (Италия, 1984)
- Серебряная медаль Пьетро Масканьи общества «Друзья оперы» за исполнение теноровой партии в опере итальянского композитора П. Масканьи «Гульельмо Ратклифф» (Италия, 1984)
- Приз «Жар-птица» за участие в фестивале «Певческое бьеннале: Москва – Санкт-Петербург» (1995)
- Премия города Москвы в области литературы и искусства (2004)
- Почётная премия РАО «За вклад в развитие науки, культуры и искусства» (2008)
- Награда «Золотая плака Чистернино» за партию Каварадосси и серию концертов оперной музыки на юге Италии
- Знак Почёта Российской общественной академии голоса[8]
- Почётный гражданин Норильска (2008)[9]
- Почётный профессор МГУ (2004) — за выдающийся вклад в развитие отечественной и мировой культуры и за пропаганду российского музыкального искусства[10]

## Репертуар
- «Пиковая дама» П. И. Чайковского — Распорядитель, Герман
- «Иван Сусанин» М. И. Глинки — Русский воин
- «Аида» Дж. Верди — Гонец, Радамес
- «Царская невеста» Н. А. Римского-Корсакова — Молодой парень
- «Мазепа» П. И. Чайковского — Искра, Андрей
- «Мадам Баттерфляй» Дж. Пуччини — Пинкертон
- «Кармен» Ж. Бизе — Хозе
- «Тоска» Дж. Пуччини — Каварадосси
- «Трубадур» Дж. Верди — Манрико
- «Хованщина» М.П. Мусоргского — Андрей Хованский
- «Псковитянка» Н. А. Римского-Корсакова — Михайло Туча
- «Мёртвые души» Р. К. Щедрина — Ноздрёв
- «Сказание о невидимом граде Китеже и деве Февронии» Н. А. Римского-Корсакова — Гришка Кутерьма
- «Борис Годунов» М. П. Мусоргского — Самозванец, Шуйский
- «Иоланта» П. И. Чайковского — Водемон
- «Русалка» А. С. Даргомыжского  — Князь
- «Сказка о царе Салтане» Н. А. Римского-Корсакова — Гвидон
- «Оптимистическая трагедия» А. Н. Холминова — Алексей
- «Катерина Измайлова» Д. Д. Шостаковича — Сергей
- «Повесть о настоящем человеке» С. С. Прокофьева  — Кукушкин
- «Орлеанская дева» П. И. Чайковского — Карл VII
- «Гульельмо Ратклифф» П. Масканьи — Гульельмо Ратклифф
- «Норма» В. Беллини — Поллион
- «Отелло» Дж. Верди — Отелло
- «Сельская честь» П. Масканьи — Туридду
- «Паяцы» Р. Леонкавалло — Канио
- «Федора» У. Джордано — Лорис
- «Октябрь» В. И. Мурадели — Рыбак
- «Неизвестный солдат» («Брестская крепость») К. В. Молчанова — Радист

## Аудиозаписи
- «Борис Годунов» М. Мусоргского. Действующие лица и исполнители: Борис Годунов — А. Ведерников, Марина Мнишек — И. Архипова, Самозванец — В. Пьявко, Пимен — В. Маторин, Рангони — Ю. Мазурок. Дирижёр — В. Федосеев, Большой хор телевидения и радио СССР и Большой симфонический оркестр Всесоюзного радио и Центрального телевидения.
- «Хованщина» М. Мусоргского. Действующие лица и исполнители: Досифей — А. Огнивцев, Марфа — И. Архипова, Голицын — А. Масленников, Иван Хованский — А. Кривченя, Андрей Хованский — В. Пьявко, Шакловитый — В. Нечипайло. Дирижёр — Б. Хайкин, хор и оркестр Большого театра СССР, 1974 год.
- «Мазепа» П. Чайковского. Действующие лица и исполнители: Мазепа — В. Валайтис, Мария — Т. Милашкина, Кочубей — Е. Нестеренко, Любовь — И. Архипова, Андрей — В. Пьявко. Дирижёр — Ф. Мансуров, хор и оркестр Большого театра СССР.
- «Орлеанская дева» П. Чайковского. Действующие лица и исполнители: Жанна д'Арк — И. Архипова, Карл VII — В. Пьявко, Тибо д'Арк — Н. Гюзелев, Агнеса Сорель — Р. Андраде. Дирижёр — Ж.-П. Марти, Оркестр Парижской филармонии и хор Радио Франции, 1975 год.
- «Сказание о невидимом граде Китеже и деве Февронии» Н. Римского-Корсакова. Действующие лица и исполнители: Князь Юрий — А. Ведерников, Князь Всеволод — Е. Райков, Феврония — Г. Калинина, Гришка Кутерьма — В. Пьявко. Дирижёр — Е. Светланов, хор и оркестр Большого театра, 1983 год.
- «Мёртвые души» Р. Щедрина. Действующие лица и исполнители: Чичиков — А. Ворошило, Ноздрев — В. Пьявко, Коробочка — Л. Авдеева, Собакевич — Б. Морозов, Плюшкин — Г. Борисова, Манилов — В. Власов. Дирижёр — Ю. Темирканов, хор и оркестр Большого театра, 1982 год.
- «Гульельмо Ратклифф» П. Масканьи. Действующие лица и исполнители: Мак-Грегор — М. Ринаудо, Мария — Р. Лантьери, Граф Дуглас — Ф. Джиовине, Гульельмо Ратклифф — В. Пьявко. Дирижёр — А. Баккелли, оркестр Лирико Симфоника театра Джильо города Лукка, 1984 год.
- «Отелло» Дж. Верди. Действующие лица и исполнители: Отелло — В. Пьявко, Яго — Е. Поликанин, Дездемона — И. Аркадьева. Дирижёр — М. Аннамамедов, Хоровая капелла «Ярославия» и Ярославский академический губернаторский симфонический оркестр, 2006 год.

## Видеозаписи
- «Борис Годунов» М. Мусоргского. Действующие лица и исполнители: Борис Годунов — Е. Нестеренко, Марина Мнишек — И. Архипова, Самозванец — В. Пьявко, Пимен — В. Ярославцев. Дирижёр — Б. Хайкин, хор и оркестр Большого театра СССР, 1978 год.
- «Борис Годунов» М. Мусоргского. Действующие лица и исполнители: Борис Годунов — Е. Нестеренко, Марина Мнишек — Т. Синявская, Самозванец — В. Пьявко, Пимен — А. Ведерников. Дирижёр — А. Лазарев, хор и оркестр Большого театра СССР, 1987 год.

## Фильмография

### Роли
- 1982 — Путешествие будет приятным — певец
- 1983 — Ты мой восторг, моё мученье... — Николай Бахин (также соавтор сценария совместно с Ю. Роговым)
- 2016 — Шакал — Щёлоков
- 2019 — Формула мести — Щёлоков

### Вокал
- 1968 — Огоньки (фильм-спектакль)

### Участие в фильмах
- 2002 — Жизнь Дездемоны. Ирина Скобцева (документальный)
- 2007 — Валерий Золотухин. Очень личное (документальный)
- 2010 — Проклятие Валерия Золотухина (из документального сериала «Моя правда»)